# جمعية الباقيات الصالحات
جمعية الباقيات الصالحات هو جمعية خيرية إسلامية تعاونية، أنشئتها الدعاية المصرية عبلة الكحلاوي، وهي تحتوي على دار للمسنين وللأرامل واليتامى ومستشفى، إضافة إلى الدورات التوعوية التي تقام لرواد هذا المجمع. بدأ العمل بهذا المشروع بتاريخ 15 مايو 2010، في منطقة الهضبة الوسطى بالمقطم.
حضر الافتتاح علي جمعة مفتي الديار المصرية حينئذٍ وعلي المصيلحي وزير التضامن الاجتماعي، والسيدة القطرية "أمينة درويش" راعية المشروع والتي ساهمت بدفع مبلغ عشرة ملايين جنيه مصري للمشروع. تبلغ تكلفة المفترضة لهذا المشروع الذي تبلغ مساحته فدان واحد أكثر من 60 مليون جنيه مصري وتعمل الجهات المتبرعة بجانب الحكومة على إقامة المشروع.